# Epipagis roseocinctalis
Epipagis roseocinctalis is een vlinder uit de familie van de grasmotten (Crambidae), uit de onderfamilie van de Spilomelinae. De wetenschappelijke naam van deze soort is voor het eerst voorgesteld als Sameodes roseocinctalis door George Francis Hampson in een publicatie uit 1913.
De soort komt voor in Zuid-Afrika.